# Perognathus
Perognathus es un género de roedores llamados comúnmente ratones de abazones o ratones de bolsas, debido a las grandes cavidades que tienen en las mejillas, en las que almacenan y transportan su alimento. Los nombres comunes son compartidos con los roedores del género relacionado Chaetodipus.

## Características
Son animales pequeños, con un pelaje sedoso, cola larga y pies pequeños, comparados con los de otros géneros de la familia Heteromyidae. Tienen garras largas, que usan para excavar madrigueras y buscar semillas en sustratos arenosos. Se sabe que roban semillas de las guaridas de las ratas canguro. Las semillas que recolectan las almacenan en grandes bolsas que poseen en las mejillas. Son nocturnos y prefieren los hábitats áridos. En realidad no hibernan, pero pueden entrar en “sopor” y quedarse en sus madrigueras por periodos prolongados.

## Especies
Pertenecen a este género las siguientes especies:
- Perognathus alticola - ratón de bolsas de orejas blancas.
- Perognathus amplus - ratón de bolsas de Arizona.
- Perognathus fasciatus - ratón de bolsas de espalda oliva.
- Perognathus flavescens - ratón de bolsas de las llanuras.
- Perognathus flavus - ratón de bolsas sedoso.
- Perognathus inornatus - ratón de bolsas de San Joaquín.
- Perognathus longimembris - ratón de bolsas pequeño.
- Perognathus merriami - ratón de bolsas de Merriam.
- Perognathus parvus - ratón de bolsas de la Gran Cuenca.

A veces, algunos miembros del género Chaetodipus son clasificados como Perognathus.